# Songs of Faith and Devotion
Songs of Faith and Devotion – ósmy album grupy Depeche Mode, wydany 22 marca 1993.
Wydawnictwo określono jako kolejny przełom w twórczości zespołu. Jest to jego najbardziej rockowy album. Trasa koncertowa Devotional Tour trwała ponad rok. Doprowadziła ona do licznych nieporozumień, w konsekwencji czego Alan Wilder opuścił zespół 1 czerwca 1995 roku. Po premierze płyty wydany został box pt. Box of Faith and Devotion zawierający wszystkie utwory z sesji nagraniowej.
Utwór „I Feel You” zawiera prawdziwe bębny, które zostały przetworzone na pętle perkusyjne. Użyty jest także fortepian jako część outro piosenki „Mercy in You”. W początku „Judas” zastosowano irlandzkie dudy, a „Walking in My Shoes” ma w sobie partie fortepianu, które przetwarzane były przez procesor gitarowy, aby dodać zakłócenia. Natomiast przy nagrywaniu ballady „Condemnation” Flood i Dave Gahan klaskali, Alan Wilder uderzał w bęben, a Martin Gore grał na organach.
W 2006 na DVD wydana została reedycja albumu zawierająca 36 minutowy film o nazwie „Depeche Mode 91-94” (We were going to live together, record together... and it was going to be wonderful...).

## Lista utworów
| Nr  | Tytuł utworu          | Długość |
| --- | --------------------- | ------- |
| 1.  | „I Feel You”          | 4:35    |
| 2.  | „Walking in My Shoes” | 5:35    |
| 3.  | „Condemnation”        | 3:20    |
| 4.  | „Mercy In You”        | 4:17    |
| 5.  | „Judas”               | 5:14    |
| 6.  | „In Your Room”        | 6:26    |
| 7.  | „Get Right With Me”   | 3:32    |
| 8.  | „Rush”                | 4:37    |
| 9.  | „One Caress”          | 3:30    |
| 10. | „Higher Love”         | 5:56    |
|     |                       | 47:02   |

## Reedycja utworów z 2006 (bonus)
| Nr | Tytuł utworu                              | Długość |
| -- | ----------------------------------------- | ------- |
| 1. | „My Joy”                                  | 3:57    |
| 2. | „Condemnation” (Paris Mix)                | 3:21    |
| 3. | „Death’s Door” (Jazz Mix)                 | 6:38    |
| 4. | „In Your Room” (Zephyr Mix)               | 4:50    |
| 5. | „I Feel You” (Life's Too Short Mix)       | 8:35    |
| 6. | „Walking in My Shoes” (Grungy Gonads Mix) | 6:24    |
| 7. | „My Joy” (Slowslide Mix)                  | 5:11    |
| 8. | „In Your Room” (Apex Mix)                 | 6:43    |
|    |                                           | 45:39   |

## Twórcy
- Andy Fletcher – syntezator, chórki
- Dave Gahan – wokale główne (z wyjątkiem „Judas” i „One Caress”)
- Martin Gore – syntezator, gitara elektryczna, chórki, organy w „Condemnation”, wokale główne („Judas” i „One Caress”)
- Alan Wilder – syntezator, perkusja, gitara basowa, chórki
- Flood
- Mark „Spike” Stent

- Produkcja: Depeche Mode i Flood
- Nagrywano w Madrycie (Hiszpania) (w wynajętej willi przerobionej na studio muzyczne), Chateau du Pape Studio w Hamburgu (Niemcy) i Olympic Studios w Londynie (Wielka Brytania)
- Inżynierowie: Steven Lyon, Chris Dickie, Paul Kendall, Jeremy Wheatley, Mark Einstmann, Shaun de Feo i Volke Schneider
- Miks: Mark Stent, Depeche Mode i Flood
- Autor okładki: Anton Corbijn i ARENA